# Federação Guinéu-Equatoriana de Futebol
A Federação Guinéu-Equatoriana de Futebol, abreviada oficialmente como FEGUIFUT, é uma federação afiliada da CAF e da FIFA. Ela também é filiada à UNIFFAC. Ela é responsável pela organização dos campeonatos disputados no país, bem como da Seleção nacional masculina e feminina.